# Matrix Club
Matrix Club öppnade den 13 augusti 1965 i San Francisco. Kvällens band var Jefferson Airplane. Klubben blev en betydande spelplats för alla nya San Franciscoband. Matrix ägdes av Airplanemedlemmen Marty Balin. Klubben stängdes 1972.